# آب‌انبار رشتی عقدا
آب‌انبار رشتی عقدا مربوط به دوره قاجار است و در شهرستان اردکان برکنار راه اصلی ورودی عقدا واقع شده و این اثر در تاریخ ۹ فروردین ۱۳۷۸ با شمارهٔ ثبت ۲۲۹۷ به‌عنوان یکی از آثار ملی ایران به ثبت رسیده است.